# Леписту, Брент
Брент Леписту (эст. Brent Lepistu; род. 26 марта 1993, Таллин) — эстонский футболист, полузащитник клуба «ФКИ Левадия» и национальной сборной Эстонии.

## Биография

### Клубная карьера
Воспитанник таллинской «Флоры». Взрослую карьеру начал в 2009 году, играя на правах аренды за «Уорриор» (Валга), в том же сезоне выступал за клуб «Элва». С 2010 года играл за «Флору-2». В главной команде таллинского клуба дебютировал 17 апреля 2013 года в матче Кубка Эстонии против «Пярну», а в чемпионате Эстонии — 21 мая 2013 года в матче против «Курессааре». Всего за пять сезонов сыграл в составе «Флоры» более 100 матчей в чемпионате страны, стал двукратным чемпионом Эстонии (2015, 2017). В 2017 году был капитаном команды.
В декабре 2017 года подписал контракт на 2,5 года с норвежским «Кристиансунном».

### Карьера в сборной
Выступал за сборные Эстонии всех возрастов, начиная с 17 лет. В 2012 году был участником финального турнира чемпионата Европы среди 19-летних, проходившего в Эстонии, выходил на поле во всех трёх матчах.
В национальной сборной дебютировал 27 декабря 2014 года в матче против Катара.

## Достижения
- Чемпион Эстонии (2): 2015, 2017
- Обладатель Кубка Эстонии (2): 2013, 2016
- Обладатель Суперкубка Эстонии (2): 2014, 2016